# Mercedes AMG F1 W07 Hybrid
Chronologie des modèles (2016)
Mercedes AMG F1 W06 Hybrid Mercedes AMG F1 W08 EQ Power+
La Mercedes AMG F1 W07 Hybrid est la monoplace de Formule 1 engagée par l'écurie allemande Mercedes Grand Prix dans le cadre du championnat du monde de Formule 1 2016. Elle est pilotée par l'Allemand Nico Rosberg présent au sein de l'écurie de Brackley depuis 2010 et par le Britannique Lewis Hamilton, présent chez Mercedes pour la troisième année et double champion du monde en titre. C'est la monoplace qui compte le plus grand nombre de pole positions (20) et de podiums (33) sur une saison. Elle permet également à Mercedes de gagner un troisième titre mondial des constructeurs consécutif et à Rosberg (9 victoires) de devenir champion du monde pour la première fois, devant Hamilton (10 victoires).

## Création de la monoplace
Conçue par les ingénieurs Aldo Costa, Paddy Lowe et Geoff Willis, la W07 Hybrid est présentée le 22 février 2016 sur le circuit de Catalunya à Barcelone à l'occasion de la première série de quatre journées d'essais privés organisée en préparation de la saison 2016. 
La F1 W07 Hybrid est une évolution de la Mercedes AMG F1 W06 Hybrid de 2015 ; elle s'en distingue notamment par l'adoption d'un « s-duct » situé sur les flancs inférieurs du nez amovible, par une nouvelle forme de la prise d'air au dessus du cockpit, élargie, ovale et inclinée, ainsi que de celles des pontons. Paddy Lowe déclare : « Même si, en raison de la stabilité du règlement, la voiture est en apparence très similaire à sa devancière, il y a à l'intérieur pas mal de mini révolutions . »
La F1 W07 Hybrid est propulsée par le moteur PU106C Hybrid de Mercedes-Benz, un moteur V6 de 1,6 litre avec turbocompresseur.

## Livrée
La Mercedes F1 W07 Hybrid est majoritairement de couleur argentée. Les pontons latéraux et certaines parties des ailes avant et arrière sont peints en cyan en raison du sponsor principal, Petronas, la partie supérieure du capot moteur, la partie arrière des pontons latéraux et les panneaux latéraux de l'aile arrière sont noirs.

## Pilote
Mercedes poursuit avec Lewis Hamilton et Nico Rosberg. Les pilotes d'essai sont Pascal Wehrlein, pilote de Manor, et Esteban Ocon, qui participait initialement au DTM et qui était le coéquipier de Wehrlein chez Manor dans la seconde moitié de la saison.

## Saison 2016
Comme les deux modèles précédents, la F1 W07 Hybrid est supérieure à toutes ses rivales. Durant les huit journées d'essais de présaison sur le Circuit de Catalunya à Barcelone, du 22 au 25 février puis du 1er au 4 mars, elle impressionne les observateurs, moins par son niveau de performance (Rosberg avoue que son écurie « n'a pas abattu toutes ses cartes » dans ce domaine), que par sa fiabilité ; les pilotes ont effectué en 1 294 tours, soit 6 024 kilomètres (environ la distance de vingt Grands Prix) sans rencontrer de problème.
Au Grand Prix du Mexique, avec la victoire de Lewis Hamilton, la W07 Hybrid devient la monoplace la plus victorieuse en championnat du monde avec 17 succès ; elle devance la McLaren M23, victorieuse entre 1973 et 1976 et ses devancières Mercedes AMG F1 W06 Hybrid (16 victoires en 2015) et Mercedes AMG F1 W05 (16 victoires en 2014),. 
Lors du Grand Prix du Brésil, Hamilton réalise la dix-neuvième pole position de l'écurie cette saison, ce qui constitue un nouveau record, porté à vingt lors du dernier Grand Prix. De plus, les pilotes ont réalisé huit meilleurs tours en course. 
Mercedes remporte le championnat du monde des constructeurs dès le Grand Prix automobile du Japon, la dix-septième course. Rosberg remporte son unique titre de champion du monde tandis que Hamilton est vice-champion.

## Résultats en championnat du monde de Formule 1
| Saison | Écurie                        | Moteur                           | Pneus   | Pilotes        | Courses | Courses | Courses | Courses | Courses | Courses | Courses | Courses | Courses | Courses | Courses | Courses | Courses | Courses | Courses | Courses | Courses | Courses | Courses | Courses | Courses | Points inscrits | Classement |
| Saison | Écurie                        | Moteur                           | Pneus   | Pilotes        | 1       | 2       | 3       | 4       | 5       | 6       | 7       | 8       | 9       | 10      | 11      | 12      | 13      | 14      | 15      | 16      | 17      | 18      | 19      | 20      | 21      | Points inscrits | Classement |
| ------ | ----------------------------- | -------------------------------- | ------- | -------------- | ------- | ------- | ------- | ------- | ------- | ------- | ------- | ------- | ------- | ------- | ------- | ------- | ------- | ------- | ------- | ------- | ------- | ------- | ------- | ------- | ------- | --------------- | ---------- |
| 2016   | Mercedes AMG Petronas F1 Team | Mercedes V6 turbo hybride PU106C | Pirelli |                | AUS     | BAH     | CHI     | RUS     | ESP     | MON     | CAN     | EUR     | AUT     | GBR     | HON     | ALL     | BEL     | ITA     | SIN     | MAL     | JAP     | USA     | MEX     | BRÉ     | ABU     | 765             | Champion   |
| 2016   | Mercedes AMG Petronas F1 Team | Mercedes V6 turbo hybride PU106C | Pirelli | Nico Rosberg   | 1er     | 1er     | 1er     | 1er     | Abd     | 7e      | 5e      | 1er     | 4e      | 3e      | 2e      | 4e      | 1er     | 1er     | 1er     | 3e      | 1er     | 2e      | 2e      | 2e      | 2e      | 765             | Champion   |
| 2016   | Mercedes AMG Petronas F1 Team | Mercedes V6 turbo hybride PU106C | Pirelli | Lewis Hamilton | 2e      | 3e      | 7e      | 2e      | Abd     | 1er     | 1er     | 5e      | 1er     | 1er     | 1er     | 1er     | 3e      | 2e      | 3e      | Abd     | 3e      | 1er     | 1er     | 1er     | 1er     | 765             | Champion   |

Légende : ici 